# Steyr V
Der Steyr V ist ein Pkw der Oberklasse, den die Oesterreichische Waffenfabriks-Gesellschaft (ab 1926: Steyr-Werke) 1924 als Nachfolger des Modells II herausbrachte. Der Wagen beruhte auf der Konstruktion des Vorgängers, hatte aber eine etwas breitere Spur.
Er besaß einen 6-Zylinder-OHC-Reihenmotor vorne eingebaut, der über ein 4-Gang-Getriebe die Hinterräder antrieb. Bis 1925 wurden von diesem Fahrzeug – wie sein Vorgänger auch 12/40 PS genannt – 1850 Exemplare hergestellt.
1925 erschien das stärkere Nachfolgemodell VII.

## Technische Daten
| Typ                   | V                                           |
| Bauzeitraum           | 1924–1925                                   |
| Aufbauten             | T4, L4, Ld4                                 |
| Motor                 | 6 Zyl. Reihe 4 Takt                         |
| Ventile               | hängend mit obenliegender Nockenwelle (OHC) |
| Bohrung × Hub         | 80 mm × 110 mm                              |
| Hubraum               | 3325 cm³                                    |
| Leistung (PS)         | 40                                          |
| Leistung (kW)         | 29                                          |
| Verbrauch             |                                             |
| Höchstgeschwindigkeit | 110 km/h                                    |
| Leergewicht           | 1300 kg                                     |
| Zul. Gesamtgewicht    |                                             |
| Elektrik              | 12 Volt                                     |
| Länge                 |                                             |
| Breite                |                                             |
| Höhe                  |                                             |
| Radstand              | 3475 mm                                     |
| Spur vorne / hinten   | 1425 mm / 1425 mm                           |
| Wendekreis            |                                             |

- T4 = 4-türiger Tourenwagen
- L4 = 4-türige Limousine
- Ld4 = 4-türiges Landaulet

## Quelle
- Werner Oswald: Deutsche Autos 1920–1945, Motorbuch Verlag Stuttgart, 10. Auflage (1996), ISBN 3-87943-519-7